# Galeria Uffizi

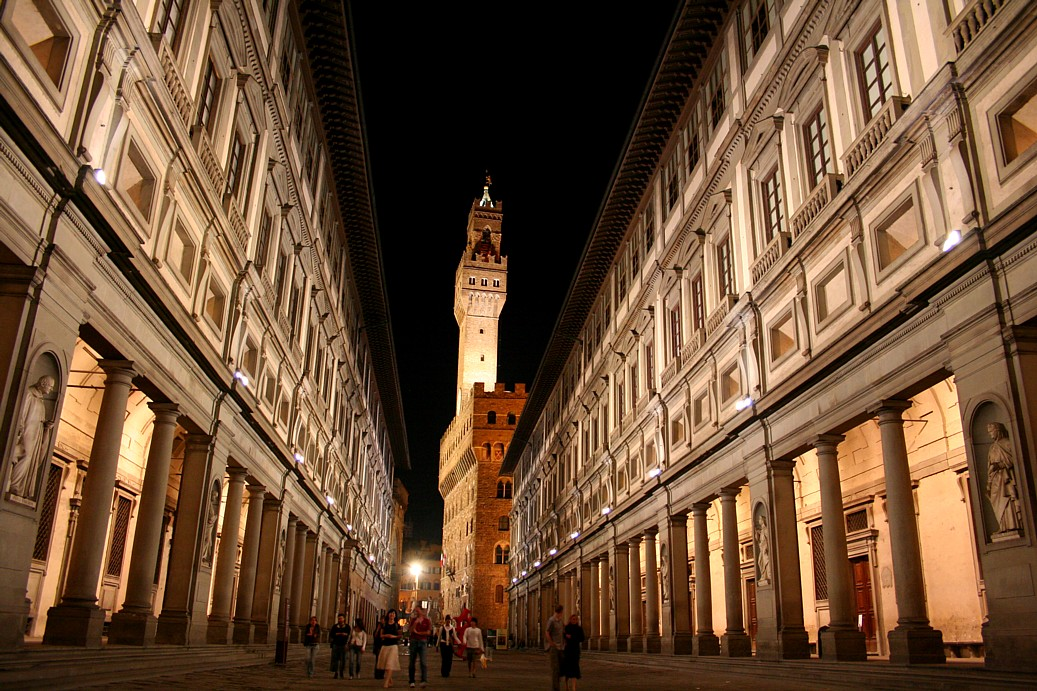
Galeria Uffizi

Galeria Uffizi (în italiană Galleria degli Uffizi) este cel mai cunoscut muzeu situat în apropiere de Piazza della Signoria din Centrul Istoric din Florența din regiunea Toscana, Italia. Colecția sa de pictură renascentistă, găzduită de un palat din secolul al XVI-lea, este cu adevărat deosebită și conține lucrări ale celor mai celebri pictori ai epocii, inclusiv Michelangelo, Leonardo da Vinci și Botticelli.
Este cel mai vechi muzeu din Europa și deține cea mai mare pinacotecă renascentistă, conform UNESCO.
Uffizi este unul dintre primele muzee moderne. Galeria a fost deschisă vizitatorilor la cerere începând cu secolul al XVI-lea, iar în 1765 a fost deschis oficial publicului, devenind în mod oficial un muzeu în 1865.
Astăzi, Uffizi este una dintre cele mai populare atracții turistice din Florența și unul dintre cele mai vizitate muzee de artă din lume.

## Istoric

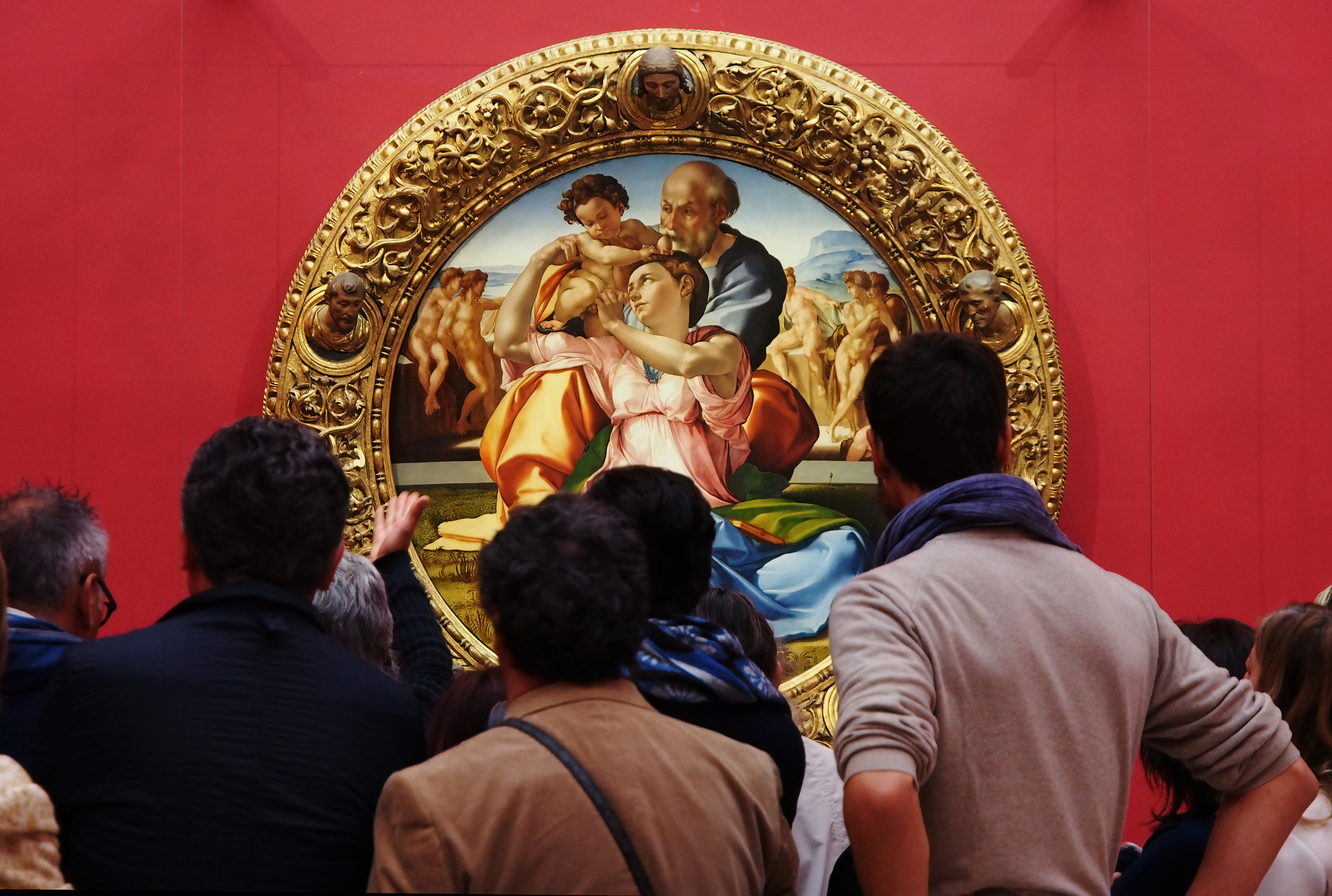
Vizitatori privind la tabloul Doni Tondo de Michelangelo (Muzeul Uffizi se află pe locul 25 între cele mai vizitate muzee de artă din lume, cu c. 2 milioane de vizitatori anual)

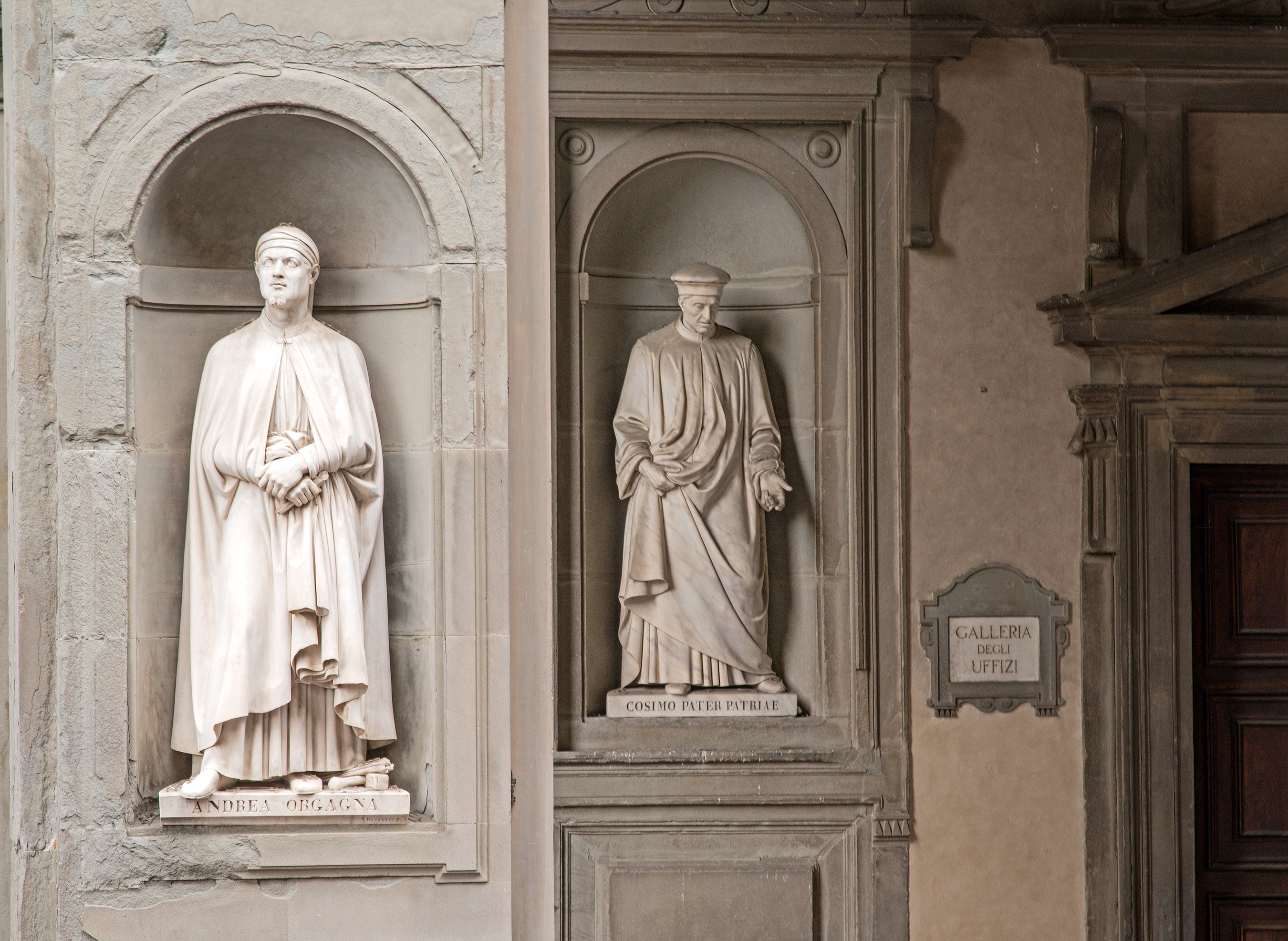
Cosimo de' Medici de Luigi Magi și Andrea Di Cione (Orcagna) de Niccolò Bazzanti

Clădirea complexului Uffizi a fost începută de Giorgio Vasari în 1560 pentru Cosimo I de' Medici, pentru a găzdui birourile magistraților florentini, de unde numele de uffizi (în traducere birouri). Construcția, continuată de Alfonso Parigi și Bernardo Buontalenti, a fost finalizată în 1581. Etajul superior, transformat în galerie destinată familiei și oaspeților săi, include colecția de sculpturi romane.

## Timpuri moderne
Datorită colecției sale uriașe, unele dintre lucrările din galeria Uffizi au fost transferate în trecut în alte muzee din Florența - de exemplu, unele statui faimoase la muzeul Bargello. Un proiect a fost finalizat în 2006 pentru a extinde spațiul expozițional al muzeului, permițând vizionarea publică a multor opere de artă care, de obicei, erau depozitate. 
Proiectul de renovare Nuovi Uffizi (Noul Uffizi), care a început în 1989, a înregistrat progrese bune în perioada 2015–2017. Acesta a fost destinat să modernizeze toate sălile și mai mult de două ori spațiul de afișare. De asemenea, a fost planificată o nouă ieșire, iar sistemele de iluminat, aer condiționat și securitate au fost actualizate. În timpul construcției, muzeul a rămas deschis, deși camerele au fost închise, după cum este necesar, cu mutarea temporară a operelor de artă într-o altă locație. De exemplu, încăperile Botticelli și alte două cu picturi renascentiste timpurii au fost închise timp de 15 luni, dar au fost redeschise în octombrie 2016. 
Proiectul major de modernizare, New Uffizi, a crescut numărul camerelor destinate vizitării la 101 spre sfârșitul anului 2016, extindându-le în zone utilizate anterior de Arhiva de Stat din Florența.

## Colecții

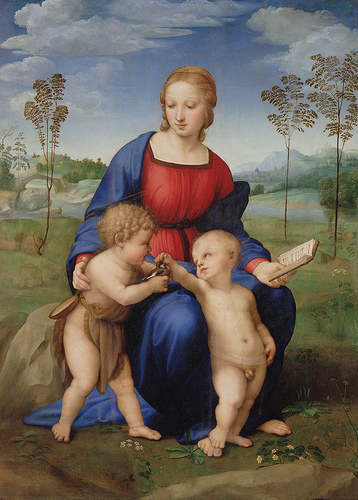
Rafael, Madonna cu sticletele
Sandro Botticelli, Nașterea lui Venus
Leonardo da Vinci, Buna Vestire
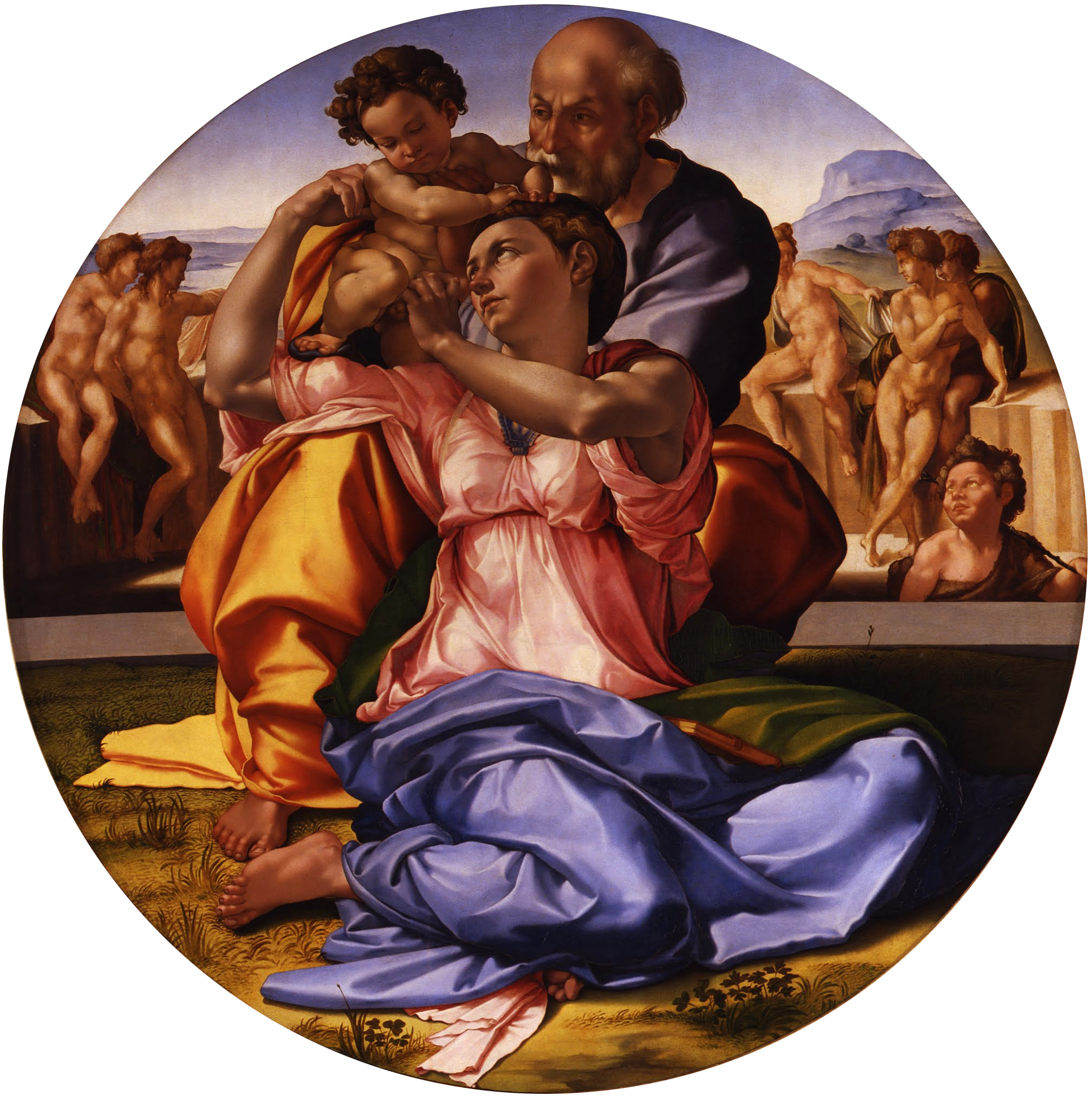
Michelangelo, Sfânta Familie
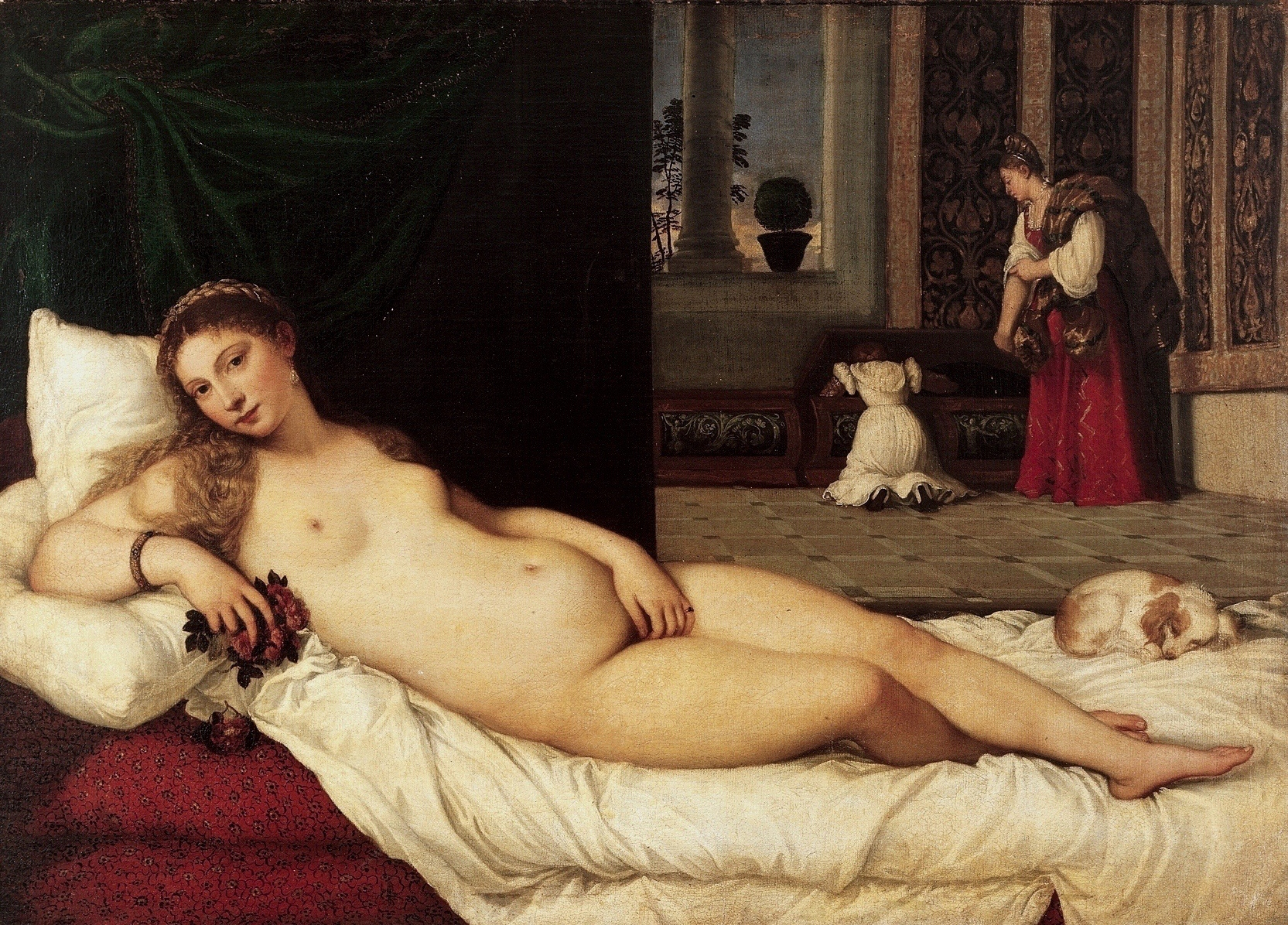
Tiziano, Venus din Urbino
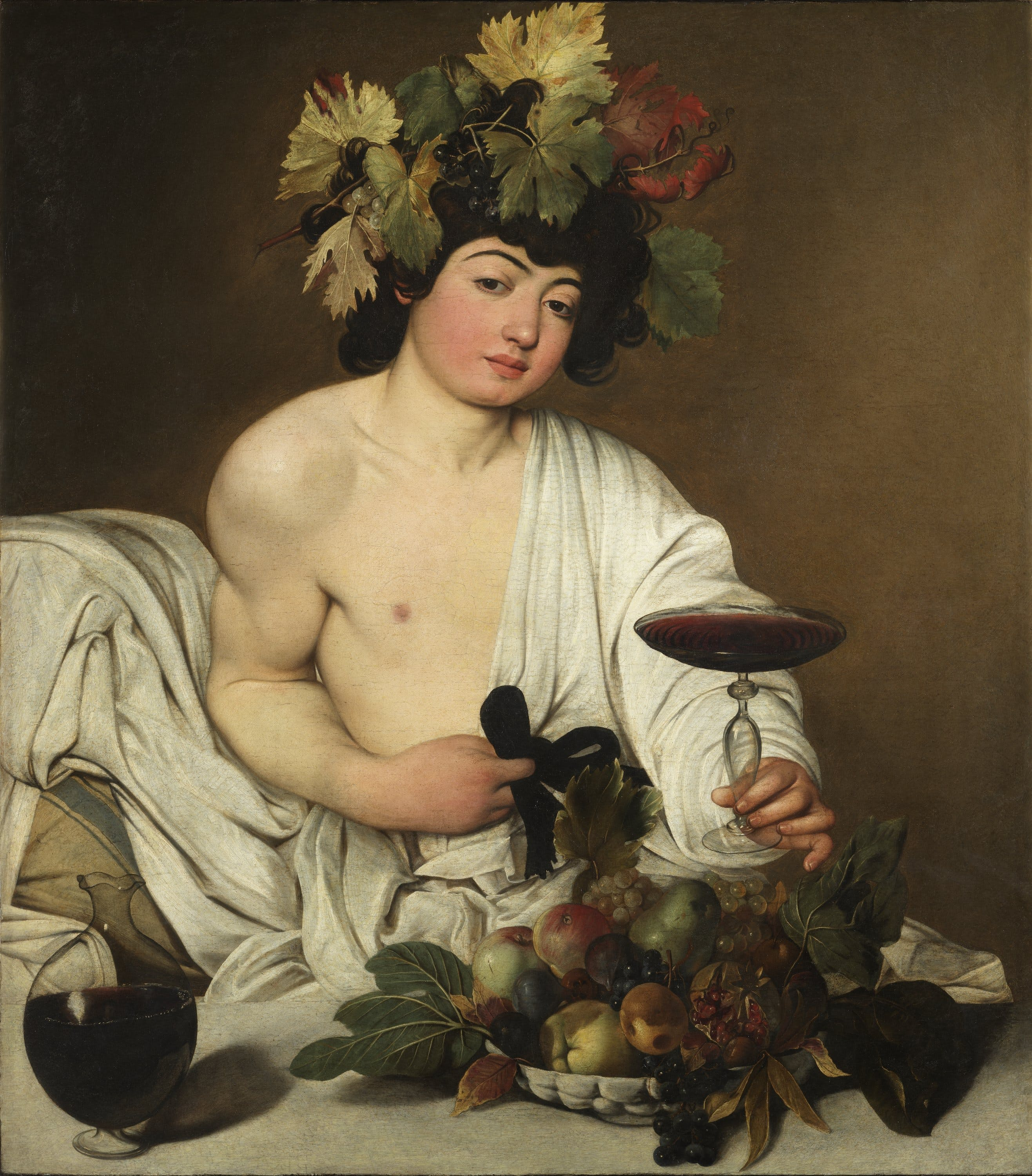
Caravaggio, Bacchus